# Hälbich-Gebäude
Die Hälbich-Gebäude (englisch Hälbich buildings), auch Erf 46 & Hälbich-Gebäude oder The Hälbich Branch sind seit 1. April 1986 ein nationales Denkmal Namibias. Das Geschäftsgebäude von Eduard Hälbich und umliegende Bauten befinden sich an der Hauptstraße in Karibib und wurden zwischen 1899 und 1907 errichtet.
Das Gebäude wurde Anfang 2016 ohne Genehmigung des namibischen Denkmalrates teilabgerissen. Der endgültige Abriss erfolgte Ende 2018 mit Genehmigung des Denkmalrates und der Auflage die Fassade des Hauptgebäudes originalgetreu wieder zu errichten. Hier wurde bis 2019 ein Supermarkt der Kette Woermann & Brock gebaut.
Der Komplex auf dem Erf Nr. 46 umfasste das ehemalige Handelshaus (1899 errichtet) sowie Wohnquartiere und Lagerräume (1900 bis 1907), einen Zaun und eine Werkstatt für Ochsenwagen.